# Mi Macro
Mi Macro es un sistema de autobús de tránsito rápido (BRT) que opera en el área metropolitana de Guadalajara. Actualmente cuenta con 2 líneas, cada una con el nombre de la avenida por la cual circula, así como un color distintivo.
La línea 1, Mi Macro Calzada, inaugurada en el año 2009 con 16 kilómetros y 27 estaciones, atraviesa la Calzada Independencia y corre desde Mirador hasta Fray Angélico. Su color distintivo es el azul turquesa.
Ahorita está en fase de construcción una ampliación de unos cuantos metros hasta la nueva terminal Las Juntas que tendrá conexión con la Línea 4 del Tren Ligero
La línea 2, Mi Macro Periférico, inaugurada el 30 de enero de 2022, cuenta con 49 kilómetros de extensión y 46 estaciones. Transita por gran parte del Anillo periférico, desde estación "Los Conejos" hasta Carretera a Chapala, y su color distintivo es el morado.
Además, se encuentra en fase de construcción un tramo de 8.5 kilómetros de Mi Macro Periférico  que se extendería al sureste de la zona metropolitana, desde el municipio de Tlaquepaque hasta el Aeropuerto de Guadalajara.
Y otro tramo en construcción ya abierto en un tramo desde Barranca de Huentitán hasta Los Conejos se extendera hasta el centro de Tonala

## Líneas

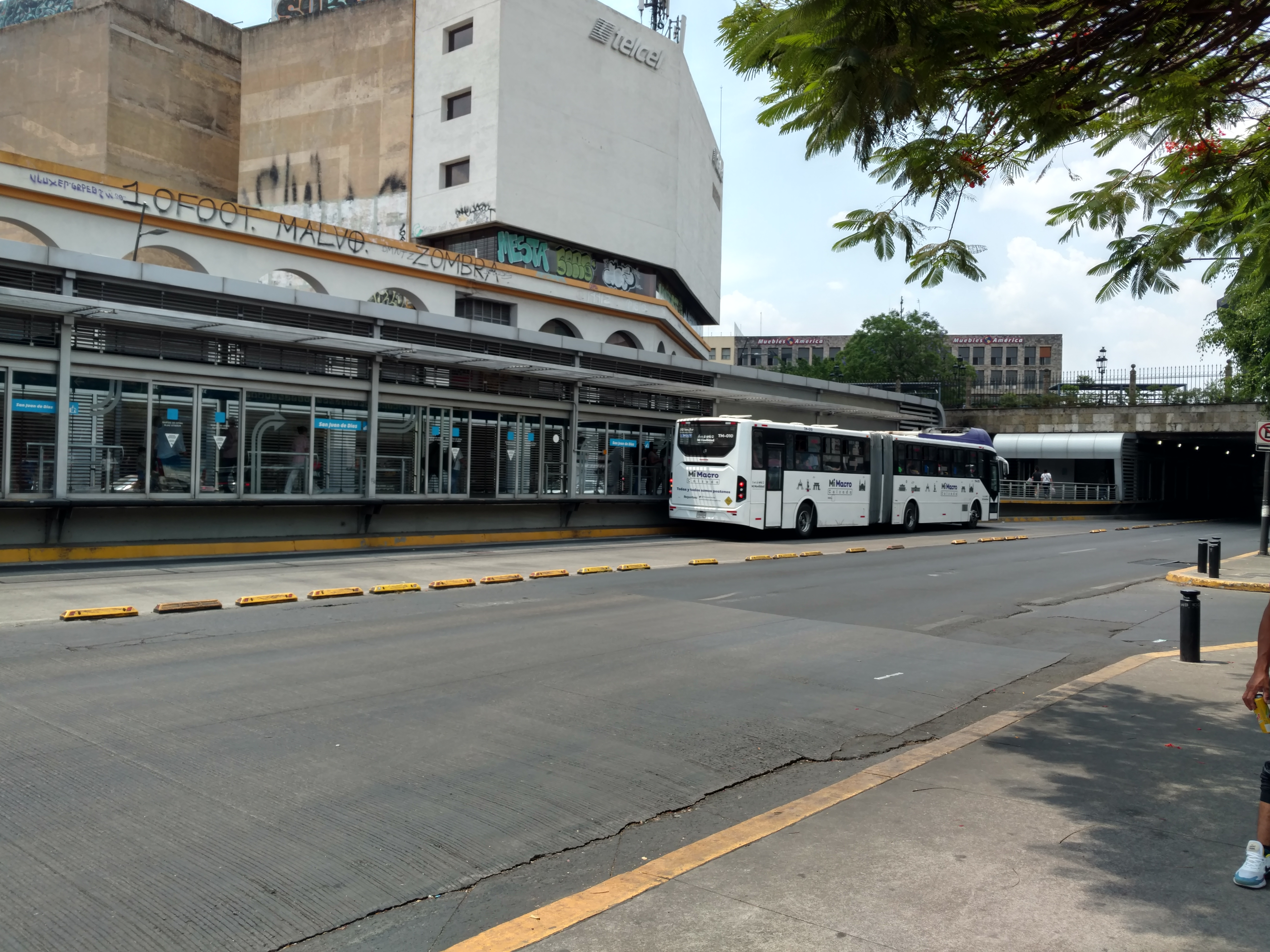
Estación San Juan de Dios

### Mi Macro Calzada
Mi Macro Calzada es la primera línea del sistema BRT de la Zona metropolitana de Guadalajara. Se ejecuta a lo largo de 16.6 kilómetros por la Calzada Independencia y la Avenida Gobernador Curiel, con un total de 27 estaciones, incluidas dos terminales: Fray Angélico y Mirador. La línea tiene correspondencia con la línea 2 del tren eléctrico en la estación San Juan de Dios y con la línea 3 en la estación Bicentenario.
Sus estaciones principales son: "San Juan de Dios", que tiene conexión con la línea 2 del tren eléctrico,la Ruta López Mateos y con el Trolebús (línea 3 SITREN), "Bicentenario", que tiene conexión con la estación Independencia de la línea 3 del tren eléctrico, e "Independencia Norte", que tiene conexión con la segunda línea “Mi Macro Periférico”.

### Mi Macro Periférico
Mi Macro Periférico es la segunda línea de BRT en la Zona Metropolitana de Guadalajara. Corre en 49 kilómetros a lo largo del Anillo periférico Manuel Gómez Morin desde el cruce con la Avenida Artesanos hasta la Avenida Solidaridad Iberoamericana conocida como Carretera A Chapala. Cuenta con un total de 46 estaciones incluidas las terminales: Carretera a Chapala y Los Conejos. Esta línea tiene correspondencia con la Línea 1 del Tren Eléctrico Urbano de Guadalajara, la Línea 3 del Tren Eléctrico Urbano de Guadalajara, las líneas 1 y 4 del SITREN,Ruta Lopez Mateos y Mi Macro Calzada.
Sus estaciones principales son: ¨Independencia Norte¨ que conecta con la primera línea “Mi Macro Calzada”, "Periférico Norte" que tiene conexión con la línea 1 del tren eléctrico y Mi Transporte Eléctrico, "Periférico Belenes" que tiene conexión con la línea 3 del tren eléctrico, "Vallarta" que tiene conexión con el SITREN,Lopez Mateos que tiene conexion con la Ruta Lopez Mateos y Periférico Sur que tiene conexión nuevamente con la línea 1 del tren eléctrico y Jalisco 200 años que tendrá conexión con la Línea 4 del Tren Eléctrico Urbano de Guadalajara.

## Planes de ampliación

### Plan Maestro de 2009
Tras la puesta en marcha del sistema, el Gobierno de Jalisco y SITEUR lanzaron un plan maestro que pretendía crear otros cuatro corredores adicionales de Macrobus para sustituir al Tren Eléctrico.
- El corredor 2 se planificó para correr a lo largo de la Avenidas Ávila Camacho, Alcalde, 16 de septiembre y Calzada Revolución, desde el cruce de las carreteras a Tesistán y Colotlán en Zapopan, hasta la terminal de autobuses Central Nueva en Tlaquepaque, pasando por el Centro de Guadalajara, hubiera tenido una extensión total de 32 kilómetros. (el proyecto fue cancelado por la oposición de la población y los alcaldes de los tres municipios involucrados[4]). Posteriormente se empezó a construir la Línea 3 del Tren Eléctrico en gran parte del recorrido propuesto.
  - Esta línea hubiera contado además con tres ramales:
    - Ramal A: Normal - Auditorio (5 kilómetros)
    - Ramal B: Río Nilo - Tonalá Centro (6.2 kilómetros)
    - Ramal C: Central Nueva - Academia de Policía (2.5 kilómetros)

- El corredor 3 se ejecutaría a lo largo de la Calzada Juan Pablo II y la Calzada Jesús González Gallo, desde el cruce de la Calzada Juan Pablo II y el Anillo Periférico hasta la Glorieta El Álamo en Tlaquepaque. Esta línea contaría con dos ramales, uno dirigido al Aeropuerto Internacional de Guadalajara, en Tlajomulco, y otro con destino al Corredor Industrial en El Salto.

### Mi Macro Aeropuerto
Durante el gobierno de Enrique Alfaro Ramírez, se habló sobre un proyecto de un nuevo corredor de BRT que se ejecutaría sobre la Avenida de la Solidaridad Iberoamericana, coloquialmente conocida como Carretera A Chapala, desde la Glorieta del Álamo, en Tlaquepaque, hasta el Aeropuerto Internacional de Guadalajara, en Tlajomulco. Dicho sistema ha sido denominado como Mi Macro Aeropuerto. Debido a que el proyecto debe correr sobre una carretera federal, se requieren los permisos de la SICT y del concesionario del aeropuerto para entrar al mismo. El anteproyecto fue aprobado por la SICT, por lo que en julio de 2022 se comenzaron estudios de viabilidad. El director general de la central aérea considera que, de concretarse el proyecto, serían sumamente beneficiados, dado que ayudaría a disminuir la carga vehicular del aeropuerto.
Se estima que en principio tuviese una extensión de 16 km, atravesando los municipios de Tlaquepaque, El Salto y Tlajomulco. El costo aproximado del proyecto es de hasta 5 mil millones de pesos, y la obra sería ejecutaría de manera similar a Mi Macro Periférico, rehabilitando laterales y construyendo ciclovías a lo largo del corredor BRT. Se espera poder concretar la obra antes de la conclusión de las obras de ampliación del aeropuerto en un tiempo de ejecución estimado en 16 meses.
Además de la ruta troncal principal, que correría hasta el aeropuerto, se tiene previsto crear un ramal hacia el corredor industrial del Salto, así como rutas complementarias que conecten el BRT con las Centrales Camioneras Antigua y Nueva, así como con la Expo Guadalajara. También se ha considerado, en una segunda fase, extender el sistema hasta Ixtlahuacán de los Membrillos.
El modelo de financiamiento propuesto para construir este corredor es que sea financiado mayormente por el grupo concesionario del aeropuerto (Grupo Aeroportuario del Pacífico) a cambio de una ampliación de su concesión. Esta propuesta es la primera de su tipo en el país, por lo que se está analizando por parte de la SCT.
A mediados de 2025 sería descartado y ahora sería una ampliación de Mi Macro Periférico

### Corredor BRT por Prolongación Colón
El 31 de octubre de 2022, el alcalde de Tlajomulco, Salvador Zamora, dio a conocer los planes de construir una nueva línea de BRT sobre Prolongación Colón, también conocida como Camino Real a Colima. El proyecto inicial contempla que el trayecto comience a las afueras del centro comercial Centro Sur, a unos metros de la terminal de la línea 1 del tren eléctrico, y termine en San Agustín, a las afueras del fraccionamiento Villa California, con una extensión total de 10 kilómetros. Tendría un carril exclusivo desde Centro Sur hasta la avenida Ramón Corona en Santa Anita; posteriormente compartiría carril con el tráfico convencional hasta llegar a Villa California.
Se estima su costo en 2 mil 900 millones de pesos, sin contar el costo de las unidades. Con este proyecto se beneficiaría a 200 mil personas. Debido al costo del proyecto, se requiere inversión federal y estatal para llevarlo a cabo, misma que se estaría gestionando para comenzar el proyecto en 2024.
Sin embargo, en abril de 2023, tras el anuncio oficial del plan de ampliación al sur de la línea 1 del tren eléctrico, el proyecto de BRT quedó reemplazado por la extensión de dicha línea.